# Pycnarmon lactiferalis
Pycnarmon lactiferalis là một loài bướm đêm trong họ Crambidae.